# Rennellia microcephala
Rennellia microcephala là một loài thực vật có hoa trong họ Thiến thảo. Loài này được (Ridl.) K.M.Wong miêu tả khoa học đầu tiên năm 1989.